# Comparative Cytogenetics
Comparative Cytogenetics è una rivista scientifica ad accesso libero e sottoposta a revisione paritaria, che tratta di citogenetica vegetale e animale, cariosistematica e sistematica molecolare. È stata fondata nel 2007 dall'Istituto Zoologico dell'Accademia Russa delle Scienze. Nel 2009 la pubblicazione è passata alla casa editrice Pensoft Publishers. I capiredattori sono Valentina G. Kuznetsova e Ilya A. Gavrilov-Zimin (Accademia Russa delle Scienze).

## Indicizzazione
Gli abstract e gli articoli della rivista sono indicizzati da:
- Science Citation Index Expanded.
- Current Contents/Agriculture, Biology & Environmental Sciences.
- The Zoological Record.
- BIOSIS Previews.

Secondo Web of Science, nel 2024 la rivista ha ricevuto un fattore di impatto pari a 0.9, posizionadosi nel terzo quartile della categoria zoologica. Al 2025, l'indice H è pari a 26.